# Provincia Centro Sur
 Centro Sur es una de las 8 provincias de Guinea Ecuatorial.
Limita al norte con Camerún, al oeste con la provincia de Litoral, al noreste con la provincia de Kié-Ntem, al sureste con la provincia de Wele-Nzas, y al sur con Gabón. Su capital es la ciudad de Evinayong.

## Demografía
La población en 2013, era de 202 054 habitantes, según la Dirección General de Estadísticas de Guinea Ecuatorial.

## Municipios y Distritos
La Provincia está constituida de los siguientes Municipios y Distritos.

### Municipios
- Evinayong
- Niefang (antiguamente Sevilla de Niefang)
- Akurenam
- Bicurga
- Nkimi

### Distritos
- Evinayong (con 49 Consejos de Poblado)
- Niefang (con 66 Consejos de Poblado)
- Akurenam (con 30 Consejos de Poblado)